# Сінатобія (Міссісіпі)
Сінатобія (англ. Senatobia) — місто (англ. city) в США, в окрузі Тейт штату Міссісіпі. Населення — 8354 особи (2020).

## Географія
Сінатобія розташована за координатами 34°36′31″ пн. ш. 89°58′52″ зх. д. / 34.60861° пн. ш. 89.98111° зх. д. (34.608666, -89.981015).  За даними Бюро перепису населення США в 2010 році місто мало площу 40,51 км², з яких 40,29 км² — суходіл та 0,21 км² — водойми.

## Демографія
Згідно з переписом 2010 року, у місті мешкало 8165 осіб у 2554 домогосподарствах у складі 1828 родин. Густота населення становила 202 особи/км².  Було 2777 помешкань (69/км²).
Расовий склад населення:
| - 61,9 % — білих - 35,0 % — чорних або афроамериканців - 0,3 % — азіатів - 0,2 % — корінних американців - 1,2 % — осіб інших рас |

До двох чи більше рас належало 1,3 %. Частка іспаномовних становила 2,4 % від усіх жителів.
За віковим діапазоном населення розподілялося таким чином: 24,9 % — особи молодші 18 років, 64,0 % — особи у віці 18—64 років, 11,1 % — особи у віці 65 років та старші. Медіана віку мешканця становила 29,1 року. На 100 осіб жіночої статі у місті припадало 86,6 чоловіків;  на 100 жінок у віці від 18 років та старших — 82,8 чоловіків також старших 18 років.
Середній дохід на одне домашнє господарство  становив 59 173 долари США (медіана — 41 337), а середній дохід на одну сім'ю — 74 482 долари (медіана — 56 831). Медіана доходів становила 45 578 доларів для чоловіків та 31 228 доларів для жінок. За межею бідності перебувало 19,4 % осіб, у тому числі 35,8 % дітей у віці до 18 років та 6,8 % осіб у віці 65 років та старших.
Цивільне працевлаштоване населення становило 3041 осіб. Основні галузі зайнятості: освіта, охорона здоров'я та соціальна допомога — 27,3 %, роздрібна торгівля — 10,5 %, фінанси, страхування та нерухомість — 10,5 %.